# Conquista de Arzila
A conquista portuguesa de Arzila (em árabe: أصيلة، أرزيلة) ao Reino de Fez, em Marrocos, teve lugar a 24 de Agosto de 1471.

## História
O rei D. Afonso V decidira, com o espírito de cruzada contra os muçulmanos sempre presente, prosseguir com a sua política de expansão dos territórios portugueses em Marrocos e optara inicialmente por conquistar Tânger mas depois decidiu conquistar Arzila.
Tendo partido de Lagos com 400 navios e um exército composto por cerca de 30,000 homens os portugueses alcançaram a costa marroquina na tarde de 22 de Agosto de 1471. O rei D. Afonso V convocou um conselho e decidiu atacar Arzila no dia seguinte de manhã. Sobreveio uma violenta tempestade e perderam-se alguns navios. Choveu durante os três dias que durou o ataque.
A tempestade era tão forte que impediu os navios de bombardearem a cidade e só duas peças de artilharia pesada foram desembarcadas. Após um difícil desembarque em que morreram mais de 200 homens devido às grandes ondas e ventos fortes, o exército do rei D. Afonso V alcançou terra e sitiou a cidade, conquistando-a ao fim de uma porfiada batalha a 24 de Agosto de 1471.
O conde de Valença D. Henrique de Meneses foi o primeiro a ser capitão de Arzila pelo rei.
A vitória em Arzila abriu caminho para a conquista de Tânger quatro dias mais tarde, a 28 de Agosto de 1471, sem qualquer oposição.

## Tapeçarias de Pastrana
Em finais do século XV, um conjunto de quatro grandes tapeçarias foi encomendado pelo rei para comemorar a batalha. Foram feitas nas oficinas flamengas de Tournai, na Bélgica. São altamente notáveis pela maneira como representam um evento contemporâneo. A obra é tida entre as melhores tapeçarias góticas no mundo.